# Beer Sheva Chess Club
Beer Sheva Chess Club (hebr. מועדון שחמט באר שבע, Moadon Szachmat Beer Szewa) – izraelski klub szachowy z siedzibą w Beer Szewie.

## Historia
Założycielem klubu jest Elijahu Lewant, były trener w klubie szachowym Spartak Leningrad. Wyemigrował on w 1972 roku z ZSRR do Izraela i na krótko osiadł w Tel Awiwie, po czym przeprowadził się do Beer Szewy. W 1973 roku Lewant założył klub szachowy. Podczas prowadzenia klubu położył szczególny nacisk na rozwój młodzieży. W 1974 klub zadebiutował w mistrzostwach Izraela. Ligę Leumit wygrał ponad 20 razy. Od 1984 roku klub jest regularnym uczestnikiem Pucharu Europy, osiągając trzecie miejsce w 1998 roku, czwarte w sezonach 1994 i 1999 oraz piąte w latach 1995 i 2022. 
Zawodnikami klubu byli m.in.: Jewgienij Aleksiejew, Borys Awruch, Mark Cejtlin, Ildar Chajrullin, Ilja Chmielniker, Ołeksandr Chuzman, Siemion Dwojris, Aleksander Finkel, Lena Glaz, Alon Greenfeld, Dmitrij Gurewicz, Michaił Gurewicz, Witalij Hołod, Ashwin Jayaram, Zachar Jefimenko, Leonid Judasin, Masza Klinowa, Ori Kobo, Mosze Koppel, Wiktor Korcznoj, Anton Korobow, Jurij Kryworuczko, Viktor Láznička, Daniił Linczewski, Władimir Małachow, Wiktor Michalewski, Tamir Nabaty, Arkadij Naiditsch, Gil Popilski, Jewgienij Postny, Gad Rechlis, Maxim Rodshtein, Michael Roiz, Nican Steinberg, Julija Szwajger, Giennadij Tunik, Nikita Witiugow i Jewgienij Zanan.